# Anthony Steel
Anthony Steel (Anthony Maitland Steel, (Londres, del Reino Unido, 21 de mayo de 1920 - Northolt, de Middlesex, en el mismo país, 21 de marzo de 2001) fue un actor y cantante inglés.
En 1954 empezó a trabajar con el grupo vocal británico The Radio Revellers, para grabar West of Zanzíbar. Publicado en el Polígono Registres etiqueta, debutó en el lugar número 11 en el UK Singles Chart.

## Filmografía parcial

### Películas
- Saraband for Dead Lovers (1948) - (no acreditado)
- A Piece of Cake (1948) - Policía de paisano (no acreditado)
- Portrait from Life (1949) - Novio
- Once Upon a Dream (1949)
- Marry Me! (1949) - Jack Harris
- Christopher Columbus (1949) - Mensajero (no acreditado)
- Poet's Pub (1949) - Compton (no acreditado)
- Don't Ever Leave Me (1949) - Harris
- Helter Skelter (1949) - (no acreditado)
- Trottie True (1949) - The Bellaires' footman
- The Chiltern Hundreds (1949) - Ayudante
- The Blue Lamp (1950) - Agente de policía (no acreditado)
- The Wooden Horse (1950) - John
- The Mudlark (1950) - Teniente Charles McHatten
- Laughter in Paradise (1951) - Roger Godfrey
- Where No Vultures Fly (1951) - Bob Payton
- Another Man's Poison (1951) - Larry Stevens
- Emergency Call (1952) - Dr. Carter
- Something Money Can't Buy (1952) - Capitán Harry Wilding
- The Planter's Wife (1952) - Hugh Dobson
- Malta Story (1953) - Comandante de ala Bartlett
- The Master of Ballantrae (1953) - Henry Durie
- Albert R.N. (1953) - Geoff
- West of Zanzibar (1954) - Bob Payton
- The Sea Shall Not Have Them (1954) - Oficial de vuelo Treherne
- Out of the Clouds (1955) - Gus Randall
- Passage Home (1955) - Marinero Vosper
- Tempestad sobre el Nilo (1955) - Harry Faversham
- The Black Tent (1956) - Capt. David Holland
- Checkpoint (1956) - Bill Fraser
- Valerie (1957) - Reverendo Blake
- A Question of Adultery (1958) - Mark Loring
- Harry Black (1958) - Desmond Tanner
- Honeymoon (1959) - Kit Kelly
- Revenge of the Barbarians (1960) - Olimpio, cónsul de Roma
- Tiger of the Seven Seas (1962) - William Scott
- Crane (1963) (serie de televisión, episodio "My Deadly Friend") - Gil
- The Switch (1963) - Bill Craddock
- A Matter of Choice (1963) - John Crighton
- Winnetou 2. Teil (1964) - Bud Forrester
- Sex Quartet (1966) - El profesor (segmento "Fata Marta")
- La batalla de Anzio (1968) - General Marsh
- Rappresaglia (1973) - Mayor Domizlaf
- Historia de O (1975) - Sir Stephen
- Hardcore (1977) - Robert
- Twilight of Love (1977) - Richard Butler
- Let's Get Laid (1978) - Moncrieff Dovecraft
- The Perfect Crime (1978) - Superintendente Jeff Hawks
- The World Is Full of Married Men (1979) - Conrad Lee
- The Dick Francis Thriller: The Racing Game (1979) (serie de televisión) - Conde Guiccoli
- Tales of the Unexpected (1980) (serie de televisión, dos episodios) - 'Timber' / El forastero
- The Mirror Crack'd (1981) - Sir Derek Ridgeley ('Murder at Midnight')
- The Monster Club (1981) - Lintom Busotsky - Productor cinematográfico
- Artemis 81 (1981) (telefilm) - Tristram Guise
- Jemima Shore Investigates (1983) (serie de televisión, un episodio) - Henry Hastings
- Andy Robson (1983) (serie de televisión) - Herbert Neville
- Bergerac (1983) (serie de televisión, un episodio) - Harker Le Fevre
- The Glory Boys (1984) (serie de televisión) - Director general
- Robin of Sherwood (1984) (serie de televisión) - Earl Godwin

### Films no realizados
- Vendetta (1952) basada en la novela de Marie Corelli[1]
- The Judas Kiss (1956) - con Anita Ekberg[2]

### Ranking como actor
En la cúspide de su carrera, los expositores británicos votaron a Steel entre los actores más populares del país.
- 1952 – 4th most popular British star
- 1953 – 10th most popular British star
- 1954 – 7th most popular British star
- 1956 – 6th most popular British star[3]